# الخطيب الإدريسي
الخطيب الإدريسي (1 يناير 1953 -) هو داعية وشيخ اسلامي تونسي.

## حياته ونشأته
أبو أسامة الخطيب بن الحناشي بن الحسين بن أبي القاسم بن عبد بن البخاري بن عبد بن علي بن عون الذي يرجع نسبه إلى إدريس الأصغر بن إدريس الأكبر بن عبد الله بن الحسن المثنى بن الحسن السبط بن علي بن أبي طالب زوج فاطمة الزهراء ا بنت النبي صلى الله عليه وآله وسلم.، ولد في شهر ذي الحجة من سنة 1373 هجري وتلقى تعليمه الابتدائي والثانوي بتونس ثم التحق بالتعليم الصحي فتخرج بخطة فني تمريض.
تلقى علومه الشرعية على أيدي ثلة من العلماء ذكر لنا منهم بعض الأسماء -قال : الشيخ محمد سعيد القحطاني والشيخ عبد العزيز بن باز والشيخ عبد المجيد الزنداني والشيخ صالح اللحيدان والشيخ سعيد شفا وغيرهم. قضى تسع سنوات من الطلب تلقى خلالها أصناف العلوم الشرعية. كان احتكاكه بكل هؤلاء وغيرهم معينا له على تكوين تصور متكامل لكيفية الإصلاح في تونس، ليعود سنة 1415 هجري الموافقة ل 1994 ميلادي إلى تونس. وفقد بصره بعدها بخمس سنوات في 1420.

## المواجهة مع نظام بن علي
و في هذه السنين صار الشيخ الخطيب مرجعا وعالما، ومنعه الأمن التونسي من استقبال الناس في بيته، ناهيك عن تدريسهم كان هذا سنة 1425 هـ. ثم لم يلبث أن سجنه في السجن الانفرادي سنة 1427 هـ، بدعوى التدريس في بيته من دون ترخيص. ثم أطلق بعد سنتين وفرضت عليه الإقامة الجبرية والحضور يوميا لدى مركز الأمن للتوقيع.